# Diksnavelpatrijsduif
De diksnavelpatrijsduif (Pampusana salamonis) is een uitgestorven vogel uit de familie van de duiven.

## Verspreiding en leefgebied
Deze soort was endemisch op de Salomonseilanden.